# Sainte-Anastasie (Cantal)
Sainte-Anastasie is een plaats en gemeente in het Franse departement Cantal in de regio Auvergne-Rhône-Alpes en telt 163 inwoners (2004). De plaats maakt deel uit van het arrondissement Saint-Flour.

## Geschiedenis
Toen op 22 maart 2015 het kanton Allanche werd opgeheven werd de gemeente opgenomen in het kanton Murat. Op 1 december 2016 fuseerde de gemeente met Celles, Chalinargues, Chavagnac en Neussargues-Moissac, gemeenten die ook al voor 2015 onder het kanton Murat vielen, tot de commune nouvelle Neussargues en Pinatelle.
Op verzoek van vier van de vijf voormalige gemeenten werd de fusie per 1 januari 2025 ongedaan gemaakt en werden de in 2016 opgeheven gemeenten hersteld.

## Geografie
De oppervlakte van Sainte-Anastasie bedraagt 15,8 km², de bevolkingsdichtheid is 10,3 inwoners per km².
De onderstaande kaart toont de ligging van Sainte-Anastasie (Cantal) met de belangrijkste infrastructuur en aangrenzende gemeenten.

## Demografie
Onderstaande figuur toont het verloop van het inwonertal.
Vanwege een beveiligingsprobleem met de MediaWiki Graph-software is het momenteel niet mogelijk deze grafiek weer te geven. Zodra de software is bijgewerkt zal de grafiek vanzelf weer zichtbaar worden.